# Art Monk
James Arthur "Art" Monk (5 de dezembro de 1957, Nova Iorque) é um ex-jogador profissional de futebol americano estadunidense que jogou pelo Washington Redskins, New York Jets e pelo Philadelphia Eagles na National Football League. Ele foi eleito para o hall da fama do esporte em 2008.